# Sorachi Ace
Sorachi Ace is een hopvariëteit, gebruikt voor het brouwen van bier.
Deze hopvariëteit is een “dubbeldoelhop”, bij het bierbrouwen gebruikt zowel voor zijn aromatische als zijn bittereigenschappen. Deze Japanse variëteit werd ontwikkeld door de Sapporo Breweries, oorspronkelijk voor gebruik in hun eigen bieren, maar deze is inmiddels vervangen door andere nieuwere variëteiten.

## Kenmerken
- Alfazuur: 11 – 12%
- Bètazuur: 6,5 – 7%
- Eigenschappen: sterk citroenaroma, hoge bitterheid en smakelijk